# Чупалаев, Саид-Магомед Цугаевич
Саид-Магомед Цугаевич Чупалаев (род. 4 апреля 1957) — чеченский полевой командир, бригадный генерал Вооруженных сил Чеченской Республики Ичкерия, активный участник грузино-абхазской войны, первой и второй чеченских войн. Начальник штаба Шамиля Басаева. 2-й командир полка специального назначения «Борз» (Гелаевский спецназ), после повышения Руслана Гелаева в воинском звании, в 1995—1997 годах Гелаевский спецназ возглавлял Сайд-Магомед Чупалаев. В первой войне в период с 1994 по 1996 год Чупалаев участвовал в создании так называемого «чеченского ополчения», а с 1995 года возглавлял штаб «Центрального фронта» ВС ЧРИ, которым командовал Шамиль Басаев. В начале второй войны в 1999 году был назначен приказом Аслана Масхадова на должность начальника штаба «Восточного фронта» ВС ЧРИ, которым командовал Шамиль Басаев. Один из заместителей Шамиля Басаева и его личный друг. После тяжёлого ранения в боях за Грозный вновь вернулся в строй, за это Шамиль Басаев дал ему прозвище «Терминатор». После окончания первой чеченской войны был отмечен высшей наградой Ичкерии — орденом «Честь нации».

## Ранние годы
Родился в селе Ириновка Урджарского района Семипалатинской области Казахстана 4 апреля 1957 году. В этом же году со своей семьёй вернулся из депортации в родовое село Алхазурово Урус-Мартановского района Чечни. Родом из тайпа Гучинги
Закончил восемь классов средней школы. Затем стал работать шофером. В 1976 году служил в Советской армии в городе Шахты Ростовской области. Через полгода комиссован в связи с обострением язвы желудка.

## Участие в боевых действиях
В 1992 году добровольцем участвовал в грузино-абхазской войне на стороне Абхазии.
Участник обеих чеченских войн.
Участвовал в боях за Грозный. Тяжело ранен в руку и через Азербайджан отправлен на лечение в Стамбул. Со слова старшего брата Абуязита, с тех пор, участия в боевых действиях не принимал. В Чечню вернулся в 1996 году.
Участвовал в операции «Джихад» и в переговорах с федеральными властями, проходивших в Москве и Хасавюрте.

## Заключение
27 марта 2002 года был задержан в ингушской станице Слепцовская в лагере чеченских беженцев. При задержании у него были изъяты письма лидеров Чеченской Республики Ичкерия к народу с призывами вернуться «к активной борьбе с федеральными силами». По данным российских военных, именно в лагере для чеченских беженцев Чупалаев скрывался в период с 2000 года до 2002 года.
25 ноября 2002 года Ставропольским краевым судом был приговорён к 16 годам лишения свободы с отбыванием наказания в колонии строгого режима по статьям 208 (организация незаконного вооруженного формирования), 222 (незаконное ношение оружия) и 279 (вооруженный мятеж) УК РФ.
7 мая 2003 года Верховным судом России был оправдан по статье 279. Срок заключения был сокращен до 7 лет лишения свободы с отбыванием наказания в колонии строгого режима.
6 июня 2003 года была объявлена амнистия и Чупалаева освободили.

## Дальнейшая судьба
6 июля 2011 года включён в «Перечень организаций и физических лиц, в отношении которых имеются сведения об их причастности к экстремистской деятельности или терроризму». 22 июня 2018 года был исключён из него.

## Связи
- Ахмат Кадыров — имел дружбу с С.-М. Чупалаевым[14].
- Абуязит Чупалаев (р. 1949) — брат С.-М. Чупалаева, находится с ним в плохих отношениях[14].
- Абу-Магомед Чупалаев (р. 1955) — брат С.-М. Чупалаева[14].
- Ломали Чупалаев (р. 1967) — брат С.-М. Чупалаева, закончил строительное ПТУ в Грозном, главный подозреваемый в совершении теракта, в результате которого погиб президент Чечни Ахмат Кадыров[14].
- Саид-Амин Чупалаев (1970—1996) — единокровный брат С.-М. Чупалаева[22].
- Магомед Чупалаев (р. 1972) — брат С.-М. Чупалаева[14].